# Chesterfield Football Club
Maillots
Actualités
Chesterfield Football Club est un club anglais de football basé à Chesterfield (Derbyshire) qui évolue depuis la saison 2018-2019 en National League (cinquième division anglaise). Le club est un des membres fondateurs de la Football League Third Division North, instaurée en 1921-1922. Il est resté en Football League jusqu'à la saison 2017-2018, à l'issue de laquelle il a été relégué en cinquième division pour la première fois de son histoire.
Le Chesterfield FC n’a jamais atteint l’élite, mais s’est hissé deux fois en deuxième division dans les années 1930.

## Repères historiques
Fondé en 1867, le club adopte le statut professionnel en 1891 et rejoint la League (deuxième division) en 1899. 
Chesterfield a quitté son stade historique de Saltergate après la saison 2009-2010 et joue aujourd’hui ses matchs à domicile au Proact Stadium, d’une capacité de 10 504 places. Les succès les plus notables de Chesterfield ont eu lieu dans les années 1990, lorsque le club a remporté la finale des playoffs de troisième division à Wembley en 1995 et a atteint la demi-finale de la FA Cup deux années plus tard (il était alors le premier club n’étant pas issu des deux premières divisions à parvenir à ce niveau de la compétition, depuis Plymouth Argyle en 1984).
En mai 2011, Chesterfield a remporté le titre de Football League Two, mais a été relégué dès la saison suivante. En 2011, Dave Allen a obtenu l’entière propriété du Chesterfield FC et Chris Turner a été nommé directeur exécutif du club. 
En 2013-2014, Paul Cook emmène l'équipe vers le titre de champion de Football League Two (quatrième division anglaise). En mai 2015, après une belle saison pour un promu, Chesterfield s'incline face à Preston en demi-finale de playoffs d'accession en Championship (deuxième division anglaise). Peu de temps après, Paul Cook alors manager du club signe à Portsmouth. Il est remplacé par Dean Saunders auquel succédera Danny Wilson. En 2017, le club est relégué en EFL League Two (quatrième division anglaise). La saison suivante, en 2018, se termine une nouvelle relégation, cette fois en National League (cinquième division anglaise).
En 2020, Dave Allen vend le club au Chesterfield FC Community Trust, un organisme de bienfaisance lié au club, et Mike Goodwin devient le président. Sur le terrain, les résultats s'améliorent, et le club vise un retour au Football League.
En 2022, Paul Cook retourne comme entraîneur du club. Le Chesterfield FC se qualifie pour les playoffs d'accession en League Two. Il en atteint la finale, au cours de laquelle il s'incline face à Notts County. En 2023-2024, le club, favori des bookmakers, finit Champion et revient en Football League.

## Palmarès
- League Two (quatrième division)
  - Champion : 1970, 1985 , 2011 et 2014

- National League (cinquième division)
  - Champion : 2024

- Champion d'Angleterre D3-nord
  - Champion : 1931 et 1936
  - Vice-champion : 1934

- Coupe anglo-écossaise
  - Vainqueur : 1981

- Football League Trophy
  - Vainqueur : 2012
  - Finaliste : 2014

## Historique du logo

1997-2009

## Joueurs et personnages du club

### Entraîneurs
Le tableau suivant présente la liste des entraîneurs du club depuis 1891.
| Rang | Nom             | Période   |
| ---- | --------------- | --------- |
| 1    | E. Timmeus      | 1891–1895 |
| 2    | Gilbert Gillies | 1895–1901 |
| 3    | E. Hind         | 1901–1902 |
| 4    | Jack Hoskins    | 1902–1906 |
| 5    | W. Furness      | 1906–1907 |
| 6    | George Swift    | 1907–1910 |
| 7    | G. Jones        | 1911–1913 |
| 8    | R. Weston       | 1913–1917 |
| 9    | T. Callaghan    | 1919      |
| 10   | J. Caffrey      | 1920–1922 |

| Rang | Nom              | Période   |
| ---- | ---------------- | --------- |
| 11   | Harry Hadley     | 1922      |
| 12   | Harry Parkes     | 1922–1927 |
| 13   | Alec Campbell    | 1927      |
| 14   | Teddy Davison    | 1927–1932 |
| 15   | Bill Harvey      | 1932–1938 |
| 16   | Norman Bullock   | 1938–1945 |
| 17   | Bob Brocklebank  | 1945–1948 |
| 18   | Bobby Marshall   | 1948–1952 |
| 19   | Ted Davison      | 1952–1958 |
| 20   | Doug Livingstone | 1958–1962 |

| Rang | Nom            | Période   |
| ---- | -------------- | --------- |
| 21   | Tony McShane   | 1962–1967 |
| 22   | Jimmy McGuigan | 1967–1973 |
| 23   | Joe Shaw       | 1973–1976 |
| 24   | Arthur Cox     | 1976–1980 |
| 25   | Frank Barlow   | 1980–1983 |
| 26   | John Duncan    | 1983–1987 |
| 27   | Kevin Randall  | 1987–1988 |
| 28   | Paul Hart      | 1988–1991 |
| 29   | Chris McMenemy | 1991–1993 |
| 30   | John Duncan    | 1993–2000 |

| Rang | Nom            | Période   |
| ---- | -------------- | --------- |
| 31   | Nicky Law      | 2000–2001 |
| 32   | Dave Rushbury  | 2002–2003 |
| 33   | Roy McFarland  | 2003–2007 |
| 34   | Lee Richardson | 2007–2009 |
| 35   | John Sheridan  | 2009–2012 |
| 36   | Paul Cook      | 2012–2015 |
| 37   | Dean Saunders  | 2015      |
| 38   | Danny Wilson   | 2015-2017 |
| 39   | Gary Caldwell  | 2017      |
| 40   | Jack Lester    | 2017-2018 |